# Eudocia Comnena (despina di Sinope)
Eudocia Mega Comnena di Trebisonda (Trebisonda, ... – Trebisonda, ...; fl. XIV-XV secolo) è stata una principessa bizantina-trapezuntina, figlia di Alessio III di Trebisonda.

## Biografia
Eudocia nacque a Trebisonda, nell'Impero trapezuntino, negli ultimi decenni del XIV secolo, dall'imperatore Alessio III Mega Comneno e da sua moglie Teodora Cantacuzena.  
Nel 1372, venne chiesta in moglie da Taj al-Din Chelebi di Sinop, Emiro di Limnia, ma la proposta venne rifiutata. Nell'Impero di Trebisonda esisteva una lunga tradizione di matrimonio fra le loro principesse e i vicini sovrani turcommani di fede mussulmana, che in certi periodi furono addirittura maggioritari rispetto ai matrimoni con nobili cristiani. È quindi più probabile che il motivo del rifiuto fosse politico: all'epoca, Taj al-Din era in guerra con Eretna, potente emiro di Sivas, e probabilmente Alessio voleva evitare un'alleanza matrimoniale svantaggiosa, soprattutto se si aggiungeva il fatto che Taj era in contrasto anche con Hajji 'Umar, la cui moglie Teodora era zia paterna di Eudocia.  
La situazione cambiò nel 1379, quando Eretna morì e gli successe Kadi Burhan al-Din, alleato di Kılıç Arslan, razziatore delle terre trapezuntine. Disperatamente alla ricerca di alleati, Alessio accettò la seconda proposta di Taj e l'8 ottobre 1379 Eudocia lo sposò, assumendo il titolo di Despina di Sinop. Ebbero diversi figli, fra cui Altamur, Mahmud, Süleyman e Alp Arslan. Eudocia rimase vedova il 24 ottobre 1386, quando Taj morì in guerra, "fatto a pezzi" da Hajji 'Umar.   
L'anno seguente, si risposò con il serbo Costantino Dragaš, signore di Konstedil, creando un precedente per il matrimonio con una donna che era stata parte di un harem islamico. Da questo matrimonio non ebbe figli. Rimase nuovamente vedova il 17 maggio 1395, quando Costantino morì combattendo gli ottomani di Bayezid I nella battaglia di Rovine.   
L'ultima menzione di Eudocia risale al 4 settembre 1395 e riferisce che si recò a Costantinopoli e tornò a Trebisonda con le spose per il fratello Manuele e il nipote Alessio. Morì quindi a Trebisonda dopo quella data.

## Ascendenza
|                           |   |                   | Genitori      |  |  | Nonni |  |  | Bisnonni                 |  |  | Trisnonni                 |  |
|                           |   |                   |               |  |  |       |  |  | Alessio II di Trebisonda |  |  | Giovanni II di Trebisonda |  |
|                           |   |                   |               |  |  |       |  |  | Alessio II di Trebisonda |  |  | Giovanni II di Trebisonda |  |
|                           |   | Eudocia Paleologa |               |  |  |       |  |  | Alessio II di Trebisonda |  |  |                           |  |
| Basilio di Trebisonda     |   |                   |               |  |  |       |  |  | Alessio II di Trebisonda |  |  |                           |  |
|                           |   | Jiajak Jaqeli     | Beka I Jaqeli |  |  |       |  |  |                          |  |  |                           |  |
|                           |   | Jiajak Jaqeli     | Beka I Jaqeli |  |  |       |  |  |                          |  |  |                           |  |
|                           |   | Jiajak Jaqeli     | …             |  |  |       |  |  |                          |  |  |                           |  |
| Alessio III di Trebisonda |   | Jiajak Jaqeli     |               |  |  |       |  |  |                          |  |  |                           |  |
|                           |   | …                 | …             |  |  |       |  |  |                          |  |  |                           |  |
|                           |   | …                 | …             |  |  |       |  |  |                          |  |  |                           |  |
|                           |   | …                 | …             |  |  |       |  |  |                          |  |  |                           |  |
| Irene di Trebisonda       |   | …                 |               |  |  |       |  |  |                          |  |  |                           |  |
|                           |   | …                 | …             |  |  |       |  |  |                          |  |  |                           |  |
|                           |   | …                 | …             |  |  |       |  |  |                          |  |  |                           |  |
|                           |   | …                 | …             |  |  |       |  |  |                          |  |  |                           |  |
| Eudocia Comnena           |   | …                 |               |  |  |       |  |  |                          |  |  |                           |  |
|                           | … | …                 |               |  |  |       |  |  |                          |  |  |                           |  |
|                           | … | …                 |               |  |  |       |  |  |                          |  |  |                           |  |
|                           | … | …                 |               |  |  |       |  |  |                          |  |  |                           |  |
| Niceforo Cantacuzeno      | … |                   |               |  |  |       |  |  |                          |  |  |                           |  |
|                           |   | …                 | …             |  |  |       |  |  |                          |  |  |                           |  |
|                           |   | …                 | …             |  |  |       |  |  |                          |  |  |                           |  |
|                           |   | …                 | …             |  |  |       |  |  |                          |  |  |                           |  |
| Teodora Cantacuzena       |   | …                 |               |  |  |       |  |  |                          |  |  |                           |  |
|                           |   | …                 | …             |  |  |       |  |  |                          |  |  |                           |  |
|                           |   | …                 | …             |  |  |       |  |  |                          |  |  |                           |  |
|                           |   | …                 | …             |  |  |       |  |  |                          |  |  |                           |  |
| …                         |   | …                 |               |  |  |       |  |  |                          |  |  |                           |  |
|                           |   | …                 | …             |  |  |       |  |  |                          |  |  |                           |  |
|                           |   | …                 | …             |  |  |       |  |  |                          |  |  |                           |  |
|                           |   | …                 | …             |  |  |       |  |  |                          |  |  |                           |  |
|                           |   | …                 |               |  |  |       |  |  |                          |  |  |                           |  |